# Oregonia
Oregonia is een geslacht van kreeftachtigen uit de klasse van de Malacostraca (hogere kreeftachtigen).

## Soorten
- Oregonia bifurca Rathbun, 1902
- Oregonia gracilis Dana, 1851